# Bobby Cannavale
Robert Michael Cannavale (Union City, 3 maggio 1970) è un attore statunitense, vincitore di due Emmy Award.

## Biografia
Nato a Union City, New Jersey, figlio di Isabel Salvi e Salvatore Cannavale detto Sal. Sua madre è cubana, emigrata negli Stati Uniti negli anni sessanta, mentre il padre è di origine italiana. Cannavale cresce a Margate, Florida. Riceve un'educazione cattolica frequentando la St. Michael's Catholic School, dove partecipa a una serie di attività extrascolastiche, come chierichetto e membro del coro. Quando ha 13 anni i suoi genitori divorziano e sua madre si trasferisce con la famiglia a Porto Rico. Dopo due anni in America Latina, si stabiliscono a Margate. Dopo aver conseguito il diploma presso la Coconut Creek High School, Cannavale torna in New Jersey coltivando il sogno di diventare attore.
Inizia a recitare in teatro, senza alcuna formazione, per poi debuttare al cinema nel film Prove apparenti. Inizia a farsi conoscere grazie al ruolo del paramedico Bobby Caffey nelle prime due stagioni della serie televisiva Squadra emergenza e successivamente in 100 Centre Street. Nel 1999 recita nel film Il collezionista di ossa e nel 2002 entra nel cast dell'ultima stagione di Ally McBeal, nel ruolo dell'avvocato Wilson Jade.
Nel 2003 appare negli episodi finali della serie carceraria Oz, nella parte di Alonzo Torquemada, leader degli omosessuali, in Sex and the City fino al 2004 quando entra nel cast di Will & Grace, dove interpreta Vince D'Angelo, il fidanzato di Will Truman, ruolo che gli permette di vincere il suo primo Emmy Award come miglior attore guest star in una serie commedia. Prende parte anche ai film Snakes on a Plane con Samuel L. Jackson, Shall We Dance? con Richard Gere e Jennifer Lopez e Romance & Cigarettes, fino a Una voce nella notte con Robin Williams.
Nel 2008 ottiene una candidatura al Tony Award per la sua interpretazione nello spettacolo di Broadway Mauritius. Nel 2011 ottiene un'altra candidatura al Tony Award per la sua interpretazione nello spettacolo di Broadway The Motherfucker With the Hat. Nel 2011 ottiene una candidatura all'ALMA Award per il suo ruolo in Mosse vincenti di Thomas McCarthy. Successivamente recita nel film corale Comic Movie e viene diretto da Woody Allen in Blue Jasmine.
Tra il 2012 e il 2013 prende parte alla quarta e quinta stagione della serie televisiva Nurse Jackie - Terapia d'urto, venendo candidato per due anni consecutivi (2012-2013) al Primetime Emmy al miglior attore guest star in una serie commedia, per la sua interpretazione del dottor Michael Cruz. Nello stesso periodo partecipa alla terza stagione della serie televisiva targata HBO Boardwalk Empire - L'impero del crimine, interpretando lo spietato malvivente Gyp Rosetti, per cui vince il Primetime Emmy al miglior attore non protagonista in una serie drammatica. Nel 2015 ha una parte nel film Ant-Man dei Marvel Studios. Nel 2016 è protagonista della serie televisiva HBO Vinyl interpretando la parte del produttore discografico Richie Finestra. Nel 2017 entra nel cast della 3ª stagione della serie televisiva USA Network Mr. Robot. 

### Vita privata
Dal 1994 al 2003 è stato sposato con l'attrice Jenny Lumet, dalla quale ha avuto un figlio, Jacob (1995) che ha recitato con lui nella serie Nurse Jackie - Terapia d'urto, dove hanno interpretato padre e figlio. Dal 2004 al 2007 ha avuto una relazione con l'attrice Annabella Sciorra. In seguito si è legato alle attrici Alison Pill e Sutton Foster. Dal dicembre 2012 è legato sentimentalmente all'attrice Rose Byrne, da cui ha avuto due figli: Rocco Robin (2016) e Rafa (2017).
Lo zio di Bobby Cannavale, è stato l'attore Enzo Cannavale.

## Filmografia

### Attore

#### Cinema
- Prove apparenti (Night Falls on Manhattan), regia di Sidney Lumet (1996)
- Una coppia di scoppiati (I'm Not Rappaport), regia di Herb Gardner (1996)
- Il collezionista di ossa (The Bone Collector), regia di Phillip Noyce (1999)
- Gloria, regia di Sidney Lumet (1999)
- 3 A.M. - Omicidi nella notte, regia di Lee Davis (2001)
- Washington Heights, regia di Alfredo De Villa (2002)
- Il guru (The Guru), regia di Daisy von Scherler Mayer (2002)
- Station Agent (The Station Agent), regia di Thomas McCarthy (2003)
- Patto con il diavolo (Shortcut to Happiness), regia di Alec Baldwin (2004)
- Fresh Cut Grass, regia di Matthew Coppola (2004)
- Haven, regia di Frank E. Flowers (2004)
- Shall We Dance?, regia di Peter Chelsom (2004)
- The Breakup Artist, regia di Vincent Rubino (2004)
- Romance & Cigarettes, regia di John Turturro (2005)
- Happy Endings, regia di Don Roos (2005)
- Fast Food Nation, regia di Richard Linklater (2006)
- Snakes on a Plane, regia di David R. Ellis (2006)
- Una voce nella notte (The Night Listener), regia di Patrick Stettner (2006)
- 10 cose di noi (10 Items or Less), regia di Brad Silberling (2006)
- The Ten, regia di David Wain (2007)
- Dedication, regia di Justin Theroux (2007)
- The Take - Falso indizio (The Take), regia di Brad Furman (2007)
- The Merry Gentleman, regia di Michael Keaton (2008)
- Perimetro di paura (100 Feet), regia di Eric Red (2008)
- Diminished Capacity, regia di Terry Kinney (2008)
- Una carriera a tutti i costi (The Promotion), regia di Steve Conrad (2008)
- Il superpoliziotto del supermercato (Paul Blart: Mall Cop), regia di Steve Carr (2009)
- Brief Interviews with Hideous Men, regia di John Krasinski (2009)
- I poliziotti di riserva (The Other Guys), regia di Adam McKay (2010)
- Weakness, regia di Michael Melamedoff (2010)
- Roadie, regia di Michael Cuesta (2011)
- Mosse vincenti (Win Win), regia di Thomas McCarthy (2011)
- Comic Movie (Movie 43), registi vari (2013)
- Parker, regia di Taylor Hackford (2013)
- Lovelace, regia di Robert Epstein e Jeffrey Friedman (2013)
- Blue Jasmine, regia di Woody Allen (2013)
- Chef - La ricetta perfetta (Chef), regia di Jon Favreau (2014)
- Adult Beginners, regia di Ross Katz (2014)
- Annie - La felicità è contagiosa (Annie), regia di Will Gluck (2014)
- La canzone della vita - Danny Collins (Danny Collins), regia di Dan Fogelman (2015)
- Ant-Man, regia di Peyton Reed (2015)
- Spy, regia di Paul Feig (2015)
- Daddy's Home, regia di Sean Anders e John Morris (2015)
- Altruisti si diventa (The Fundamentals of Caring), regia di Rob Burnett (2016)
- Tonya (I, Tonya), regia di Craig Gillespie (2017)
- Jumanji - Benvenuti nella giungla (Jumanji: Welcome to the Jungle), regia di Jake Kasdan (2017)
- Ant-Man and the Wasp, regia di Peyton Reed (2018)
- Un viaggio stupefacente (Boundaries), regia di Shana Feste (2018)
- The Irishman, regia di Martin Scorsese (2019)
- Motherless Brooklyn - I segreti di una città (Motherless Brooklyn), regia di Edward Norton (2019)
- Jesus Rolls - Quintana è tornato! (The Jesus Rolls), regia di John Turturro (2019)
- Superintelligence, regia di Ben Falcone (2020)
- Thunder Force, regia di Ben Falcone (2021)
- Jolt - Rabbia assassina (Jolt), regia di Tanya Wexler (2021)
- This Is the Night, regia di James DeMonaco (2021)
- Blonde, regia di Andrew Dominik (2022)
- Old Dads, regia di Bill Burr (2023)
- In viaggio con mio figlio (Ezra), regia di Tony Goldwyn (2023)
- MaXXXine, regia di Ti West (2024)
- Inarrestabile (Unstoppable), regia di William Goldenberg (2025)
- Blue Moon, regia di Richard Linklater (2025)

#### Televisione
- When Trumpets Fade – film TV, regia di John Irvin (1998)
- Trinity – serie TV, 7 episodi (1998-1999)
- Squadra emergenza (Third Watch) – serie TV, 38 episodi (1999-2001)
- Sex and the City - serie TV, episodio 3x09 (2000)
- Law & Order - Unità vittime speciali (Law & Order: Special Victims Unit) – serie TV, 1 episodio (2002)
- 100 Centre Street – serie TV, 5 episodi (2001-2002)
- Ally McBeal – serie TV, 5 episodi (2002)
- Kingpin – miniserie TV, 6 episodi (2003)
- Oz – serie TV, 2 episodi (2003)
- Law & Order: Criminal Intent – serie TV, 1 episodio (2003)
- Six Feet Under – serie TV, 3 episodi (2004)
- N.Y.-70 – film TV, regia di Clark Johnson (2005)
- The Exonerated - Colpevole fino a prova contraria (The Exonerated) – film TV, regia di Bob Balaban (2005)
- Cena per tre (Recipe for a Perfect Christmas) – film TV, regia di Sheldon Larry (2005)
- Will & Grace - serie TV, 17 episodi (2004-2018)
- M.O.N.Y. – film TV, regia di Spike Lee (2007)
- Una banda allo sbando (The Knights of Prosperity) – serie TV, 2 episodi (2007)
- Law & Order - I due volti della giustizia (Law & Order) – serie TV, 2 episodi (2002-2007)
- Lipstick Jungle – serie TV, 1 episodio (2008)
- Cold Case - Delitti irrisolti (Cold Case) – serie TV, 7 episodi (2008-2009)
- Cupid – serie TV, 7 episodi (2009)
- Louie – serie TV, 2 episodi (2010)
- Marry Me – miniserie TV, 2 episodi (2010)
- Blue Bloods – serie TV, 3 episodi (2010-2011)
- Modern Family – serie TV, 1 episodio (2012)
- Nick the Doorman – film TV, regia di Nicholas Turturro (2012)
- Boardwalk Empire - L'impero del crimine (Boardwalk Empire) – serie TV, 12 episodi (2012)
- Nurse Jackie - Terapia d'urto (Nurse Jackie) – serie TV, 12 episodi (2012-2013)
- Vinyl – serie TV, 10 episodi (2016)
- Master of None – serie TV, 4 episodi (2017)
- Mr. Robot – serie TV, 9 episodi (2017-2019)
- Homecoming – serie TV, 11 episodi (2018-2020)
- Angie Tribeca – serie TV, 10 episodi (2018)
- Mrs. America – miniserie TV, 1 episodio (2020)
- Nine Perfect Strangers - serie TV, 8 episodi (2021)
- The Watcher - miniserie TV, 7 episodi (2022)
- Only Murders in the Building – serie TV (2025)

### Doppiatore
- Nut Job 2 - Tutto molto divertente (The Nut Job 2: Nutty by Nature), regia di Cal Brunker (2017)
- Ferdinand, regia di Carlos Saldanha (2017)
- BoJack Horseman – serie animata, episodio 5x04 (2018)
- Big Mouth – serie animata, episodio 2x10 (2018)
- Tom & Jerry, regia di Tim Story (2021)
- Sing 2 - Sempre più forte (2021)

## Teatro (parziale)
- The Most Fabulous Story Ever Told di Paul Rudnick. Williamstown Theatre Festival di Williamstown (1998)
- Fucking A di Suzan-Lori Parks. Public Theater dell'Off-Broadway (2003)
- Hurlyburly di David Rabe. Acorn Theatre dell'Off-Broadway (2005)
- Mauritiues di Theresa Rebeck. Biltmore Theatre di Broadway (2007)
- Trust di Paul Waitz. Second Stage Theatre dell'Off-Broadway (2010)
- Bells Are Ringing, libretto di Betty Comden ed Adolph Green, colonna sonora di Jule Styne. New York City Center dell'Off-Broadway (2010)
- The Motherf**ker with the Hat di Stephen Adly Guirgis. Gerald Schoenfeld Theatre di Broadway (2011)
- Glengarry Glen Ross di David Mamet. Gerald Schoenfeld Theatre di Broadway (2012)
- The Big Knife di Clifford Odets. American Airlines Theatre di Broadway (2013)
- White Rabbit Red Rabbit di Nassim Soleimanpour. Westide Theatre dell'Off-Broadway (2016)
- Lo scimmione di Eugene O'Neill. Park Avenue Armory dell'Off-Broadway (2017)
- The Lifespan of a Fact di John D'Agata e Jim Fingal. Studio 54 di Broadway (2018)
- Medea di Simon Stone, da Euripide. Harvey Theater dell'Off-Broadway (2020)
- Uno sguardo dal ponte di Arthur Miller. Roslyn Packer Theatre di Sydney (2020)
- Here We Are di Stephen Sondheim e David Ives. The Shed dell'Off-Broadway (2023)

## Riconoscimenti
- 2005 - Primetime Emmy al miglior attore guest star in una serie commedia per Will & Grace
- 2011 - Drama Desk Award per il miglior attore per The Motherfucker with the Hat
- 2013 - Primetime Emmy al miglior attore non protagonista in una serie drammatica per Boardwalk Empire - L'impero del crimine

## Doppiatori italiani
Nelle versioni in italiano delle opere in cui ha recitato, Bobby Cannavale è stato doppiato da:
- Roberto Draghetti in Law & Order - I due volti della giustizia (ep. 13x06), Six Feet Under, Shall We Dance?, Snakes on a Plane, I poliziotti di riserva, Modern Family, Ant-Man, Vinyl, Master of None, Ant-Man and the Wasp
- Oreste Baldini in 100 Centre Street, Fast Food Nation, Una voce nella notte, Amened: libertà in America
- Christian Iansante in Romance & Cigarettes, The Irishman, Homecoming, MaXXXine
- Massimo Bitossi in Will & Grace, Nine Perfect Strangers, Incoming - I nuovi arrivati
- Davide Marzi in Memorie di pesce rosso, Perimetro di paura, Comic Movie
- Riccardo Rossi ne Il collezionista di ossa, Mosse vincenti, Tonya
- Fabio Boccanera in Cold Case - Delitti Irrisolti, Jesus Rolls - Quintana è tornato!
- Pasquale Anselmo in Law & Order - Unità vittime speciali, Cupid
- Vittorio De Angelis in The Take - Falso indiziato, Nurse Jackie - Terapia d'urto
- Roberto Pedicini in Blue Bloods, Lovelace
- Alberto Angrisano in Chef - La ricetta perfetta, Thunder Force
- Andrea Lavagnino in Daddy's Home, Jumanji - Benvenuti nella giungla
- Franco Mannella in Station Agent, Superintelligence
- Simone D'Andrea in Blonde, In viaggio con mio figlio
- Francesco Prando in The Watcher, Old Dads
- Gianluca Tusco in Gloria
- Natale Ciravolo in Ally McBeal
- Marco Foschi in Blue Jasmine
- Roberto Gammino in Squadra emergenza
- Fabrizio Odetto in Law & Order: Criminal Intent
- Daniele Barcaroli in Haven
- Massimiliano Virgilii ne Il superpoliziotto del supermercato
- Mario Cordova in Boardwalk Empire - L'impero del crimine
- Luca Graziani in Patto con il diavolo
- Diego Suarez in Happy Endings
- Fabrizio Russotto in Una carriera a tutti i costi
- Massimiliano Lotti in Parker
- Alessandro Budroni in Spy
- Massimiliano Alto in Annie - La felicità è contagiosa
- Stefano Alessandroni in La canzone della vita - Danny Collins
- Dario Oppido in Adult Beginners
- Gianfranco Miranda in Altruisti si diventa
- Massimo Lodolo in Mr. Robot
- Francesco Pezzulli in Un viaggio stupefacente
- Maurizio Merluzzo in Angie Tribeca
- Alessio Cigliano in Motherless Brooklyn - I segreti di una città
- Sergio Lucchetti in Mrs. America
- Gianluca Iacono in Jolt - Rabbia assassina
- Guido Di Naccio in Inarrestabile

Da doppiatore è sostituito da:
- Stefano Thermes in Nut Job - Tutto molto divertente
- Andrea Mete in Ferdinand
- Pasquale Anselmo in BoJack Horseman
- Pino Insegno in Tom & Jerry
- Adriano Giannini in Sing 2